# クヴェルンハイム
クヴェルンハイム (ドイツ語: Quernheim) は、ドイツ連邦共和国ニーダーザクセン州ディープホルツ郡の町村（以下、本項では便宜上「町」と記述する）である。この町は、レムスフェルデに行政機関を置くザムトゲマインデ・アルテス・アムト・レムフェルデの一部をなしている。

## 地理
クヴェルンハイムは、オスナブリュックとブレーメンとの間、デュンマー湖の南東 4.5 km のデュンマー自然公園内に位置している。

## 行政

### 議会
クヴェルンハイムの町議会は、7議席からなる。

### 首長
名誉職の町長ニルス・ホフシュナイダーは2021年11月に選出された。
過去の町長
- 2014年まで: フリードヘルム・ヴィンケルマン
- 2014年 - 2016年: マティアス・ヴランペルマイアー
- 2016年 - 2016年: ヴィルヘルム・ブック
- 2016年 - 2021年: ディートヘルム・シュミット
- 2021年 - : ニルス・ホフシュナイダー

ゲマインデディレクター（町政の実務責任者）はザムトゲマインデ長のラルス・メントルプが務めている。

### 紋章
図柄: 赤地に銀の石臼。細い金色の斜め帯がこれを貫いている。帯は石臼の下部を覆う配置である。

## 経済と社会資本

### 交通
クヴェルンハイムは、レムフェルデからレーデンに至る州道 L346号線のレムフェルデとブロックムとの間に直接面している。BASFポリウレタンの本社は約 20 ヘクタールの面積があり、一部はレムフェルダー、一部がクヴェルンハイムの町域である。約1,500人の従業員が働くこの工場は、ヨーロッパ最大のポリウレタン製造工場である。この会社は2010年まではエラストグラン GmbH と称していた。この名称はクヴェルンハイムを通る主要道路の一部であるエラストグラン通りを想起させる。

## 文化と見所

### 映画館
クヴェルンハイムは、映画館のあるドイツで最も小さい町である。1952年にオープンした「リヒトブルク」には2つのスクリーンがあり、1997年からオープン＝エア＝キーノ（野外映画館）がある。伝統的に毎年聖金曜日には「ブルース・ブラザース」が上映される。この映画のファンの多くは典型的なブルース・ブラザースの衣装で来場する。

### 建築
クヴェルンハイムの建造文化財リストには次の物件を含む11件の建造物が登録されている。
- 文化財ユダヤ人墓地（クヴェルンハイム）。この墓地は、ディープホルツ郡に現存する8つのユダヤ人墓地の1つである。「イム・ザンデ」通り沿いの墓地には、1732年から1934年までに亡くなったユダヤ人の79基の墓石が遺されている。

### クラブ、団体
クヴェルンハイムには、クヴェルン射撃協会（毎年キリストの昇天と次の土曜日に2日間の伝統的な射撃祭を開催する）、クヴェルンハイム郷土協会、消防団、釣りクラブFNDクヴェルンハイム、クヴェルンハイム乗馬クラブなどがある。